# کیرکلند (کارولینای شمالی)
کیرکلند (به انگلیسی: Kirkland) یک منطقهٔ مسکونی در ایالات متحده آمریکا است که در شهرستان نیو هانوفر، کارولینای شمالی واقع شده‌است. کیرکلند ۲۱٫۸ کیلومتر مربع مساحت و ۶۸۵ نفر جمعیت دارد و ۱۶ متر بالاتر از سطح دریا واقع شده‌است.